# Муж героический и возвышенный
«Муж героический и возвышенный» (лат. Vir Heroicus Sublimis) — картина американского художника Барнетта Ньюмана, созданная в 1950—1951 годах. Она была написана маслом на холсте и ныне хранится в Нью-Йоркском музее современного искусства. Название картины направлено реакцию у её зрителей, которая она должна вызывать по замыслу художника из-за своего впечатляющего размера (его самое большое полотно на момент завершения) и насыщенного цвета.

## Ньюман и хроматическая абстракция
Творчество Ньюман подпадает под понятие хроматической абстракции, наряду с, прежде всего, Марком Ротко, что означает, что он использовал цвет в качестве основного средства выражения, в отличие от акцента на художественный процесс, который был присущ жестовой абстракции. Хроматическая абстракция привела к развитию живописи цветового поля в течение следующих нескольких десятилетий. Как в живописи цветового поля, так и в хроматической абстракции «цвет освобождается от предметного контекста и становится предметом сам по себе .»
Работы Ньюмана часто называют обманчиво простыми, из-за их отсутствия осязаемого предмета и того факта, что каждое полотно состоит только из одного или двух цветов. Реализуя идею Юнга о коллективном бессознательном, сыгравшую важную роль в развитии идеологии абстрактного экспрессионизма, Ньюмана в своей живописи намеренно стремился использовать только один цвет (в случае «Мужа героического и возвышенного» — красный) и удалить его из своего контекста, тем самым побуждая зрителей реагировать на цвет в соответствии со своими инстинктами, полностью отделёнными от его социальных коннотаций.
Как и большинство абстрактных экспрессионистов Ньюман работал с крупномасштабными полотнами в попытке оказать сильное впечатление на зрителей. По мнению искусствоведа Бет Харрис, картина вызывает у зрителя чувство притягательности и преодоления. «Муж героический и возвышенный» был самой большой картиной на момент своего завершения, имея размеры 242,3 на 541,7 см. Как и в других его работах композиция этой работы состоит из одного слегка модулированного цветового поля, разделённого вертикальными узкими полосами, называемыми «молниями». Ньюман объяснил, что функция этих «молний» заключалась в том, чтобы придать работе масштаб и служить контрастом с массивным цветовом полем. Он также подчёркивал, что их нельзя было рассматривать как отдельные сущности.

## Интерпретации
Картины Ньюмена вызывали множество различных интерпретаций и реакций со стороны различных искусствоведов и зрителей. Они иногда рассматривались как философские заявления, сделанные без художественного мастерства, или наоборот, как чистая живопись, лишённая предметности. Несмотря на их упрощённую композицию Ньюман придавал большое значение смыслу своих произведений, о чём свидетельствуют названия, которые он выбирал для своих работ. Вместо того чтобы их нумеровать, как это делали Джексон Поллок и Марк Ротко, Ньюман давал своим произведениям точные названия, намекающие на их предполагаемые значения.
«Муж героический и возвышенный» интерпретировался по-разному. Многие критики, обсуждая творение Ньюмена, ссылались на его попытку захватить как материальное, так и неосязаемое, «дух и материю», и картина, по их мнению, особенно со своим большим размахом, является воплощением этой борьбы. Сам Ньюман сравнивал осмотр своей картины со знакомством с новым человеком, в котором есть как физическая, так и метафизическая составляющая, и если встреча людей имеет смысл, то она влияет на их жизнь. Зрители чувствуют, что они находятся в присутствии чего-то монументального, когда они видят «Мужа героического и возвышенного», но Ньюман хотел, чтобы зрители видели больше, чем это: он хотел передать свои чувства о трагическом состоянии человека.